# The Secret of Monkey Island
A The Secret of Monkey Island (SMI) vagy egyszerűen Monkey Island egy legendás kalandjáték, mely egy híres, klasszikus és vicces kalandjáték-sorozatot indított el, a Monkey Island-sorozatot.

## Történet
|  | Alább a cselekmény részletei következnek! |

A játék az ifjú Guybrush Threepwood-ot mutatja be, akinek legfőbb vágya, hogy kalóz váljon belőle. A játék elején Guybrush-t a Karib-szigeteki Mêlée Island-en sodorja partra a víz.
Guybrush találkozik a Kalóz Vezetőkkel akik összeállítanak számára három próbát melyekkel bebizonyíthatja, hogy igazi kalóz. A próbák: legyőzni a sziget vívómesterét "sértegetős vívásban", ellopni egy szobrot a kormányzó villájából, és megtalálni az elásott kincset. Útja közben számos érdekes szereplővel találkozik, például Carla-val, Meathook-kal, Otis-sal és a legjelentősebb, Elaine Marley kormányzóval.
A szellemkalóz LeChuck, már élő kora óta szerelmes Elaine-be és amíg Guybrush úton van, LeChuck legénysége elrabolja a nőt, majd Monkey Island-re viszi. Guybrush vásárol egy hajót, legénységet gyűjt (Carla, Meathook, és Otis), majd elindul hogy felfedezze a titokzatos Monkey Island-et és kiszabadítsa Elaine-t
Mikor Guybrush végre megérkezik Monkey Island-re felderíti a szigetet és felfedez egy kannibál-csoportot. Miután segít nekik visszaszerezni az elveszett voodoo kelléket, adnak neki egy receptet, amivel elpusztíthatja a szellemeket. Mikor Guybrush elindul megkeresni LeChuck-ot, legénysége egyik tagja (Bob the Ghost Pirate) tudatja vele, hogy LeChuck Mêlée Island-re ment, hogy feleségül vegye Elaine-t.
Ezután Guybrush visszatér Mêlée Island-re , (vagy a legénységével, vagy Herman Toothrot-tal), majd a templomba siet, hogy megakadályozza az esküvőt. Mikor megérkezik a templomba (kétségbeesetten kiált fel: "Elaine!", ami egyértelmű utalás a Diploma előtt (The Graduate) című film zárójelenetére), észreveszi, hogy Elaine-nek saját menekülési terve van. LeChuck elkezdi ütni Guybrush-t, egészen a hajóárusig, ahol Guybrush lefújja ellenségét Root Beer-rel (Gyökér sör) (utalva az állítólag különös voodoo gyökérre). LeChuck vereséget szenved, majd főhősünk végignézheti Elaine-nel a romantikus tűzijátékot.

## Részletek és a megjelenés története
A The Secret of Monkey Island az ötödik játék, amely a SCUMM motort használja. A project vezetője Ron Gilbert volt és a játékot Gilbert mellett Tim Schafer és Dave Grossman tervezte. Jelentősebb készítő volt még Orson Scott Card, aki a sértéseket írta a "sértegetős víváshoz"
A játék eredetileg floppy lemezen jelent meg 1990-ben, Atari ST-re Macintosh-ra és PC-re (EGA grafikával).Ez volt az első kalandjáték, amely karakter méretezést használt, tehát Guybrush összement vagy nagyobbodott, attól függöen, hogy a képernyőn hol foglalt helyet (ha távol volt, akkor kisebbnek, ha pedig közelebb, akkor nagyobbnak látszott).
Néhány hónappal később a PC-s változat újra megjelent de már VGA grafikával. Az Amiga változat nem sokkal ezután jelent meg a PC EGA változat 16 színű karaktereit használva a PC VGA változat 32 színű háttereivel.
1992 júniusában a játék CD-ROM változata (a Sega CD változattal együtt) is megjelent, lényegesen jobb minőségű zenével, valamint grafikus cselekvés és felszerelés ikonokkal (mint a Monkey Island 2-ben). 1992 őszén a CD-ROM változatot megjelentették FM Towns-ra is. Mivel a Sega CD csak 64 színt tudott megjeleníteni a képernyőn (az átlagos számítógép 256 színével szemben), a látvány eléggé fakó volt, de néhány rajongónál előnyt élvezett ez a változat (csakúgy mint a Rise of the Dragon Sega CD-s változata).
A Sega CD-s változat híres volt arról, hogy volt egy különös szokása, miszerint a játék nem mentette el a játékos által megszerzett tárgyakat, csak azokat, amikre szüksége volt. A Sega CD-s változat kis üzleti sikere miatt a LucasArts úgy döntött, hogy mégsem jelenteti meg az Indiana Jones and the Fate of Atlantis-t valamint a Monkey Island 2: LeChuck's Revenge-t Sega CD-re.

## Érdekességek
- A PC Gamer magazin, filmsztárok közt készített felmérése szerint Elijah Wood kedvenc videójátéka a The Secret of Monkey Island.
- A The Secrets of Monkey Island-ban lévő kocsmában (SCUMM Bar) találhatunk egy szereplőt a LOOM-ból, aki kalóz sapkát és "Ask me about LOOM" (Kérdezz a LOOM-ról) feliratú kitűzőt visel. (Ha beszélsz vele, nagy lelkesedéssel beszél a játékról). A játékban fellelhető egy sirály is a LOOM-ból.
- Az első két játékban a Ctrl+W billentyűkombinációval azonnal megnyerjük a játékot. Ezzel a tulajdonságával a SMI valószínűleg megnyerhetné a Leggyorsabban Végigjátszható Játék címet. (Ez a "nyerés" valójában szándékos vicc és nem ugyanaz, mintha valójában végigjátszanánk a játékot. A Ctrl+W kombinációval a program egyszerűen kiírja a "You Win" (Nyertél) feliratot a zárózenével, és kilép a játékból. Ha a játékos normálisan végigjátssza a játékot ezzel a felirattal soha nem találkozik.) Ezt a funkciót megtartották a későbbi játékokban is.
- Létezik egy hírhedt poén a játékban, amit sok játékos technikai hibának vélt. Van egy fatönk az erdőben, amit ha megvizsgálunk, Guybrush kijelenti, hogy a tuskóban van egy lyuk, ami egy barlangrendszerbe vezet. Ha megpróbálunk lemenni a fatuskóba, a játék azonnal jelzi a játékosnak, hogy tegye be a 23., 47. és 98. lemezt (A játék 4 vagy 8 floppy-s változatokban jelent meg). A játék végén lévő stáblistában is van egy bejegyzés, miszerint "art and animation for disk #23." (a képekért és animációért rakd be a 23. lemezt). Sokan nem értették a viccet, a LucasArts segélyvonala rengeteg hívást kapott a hiányzó lemez miatt, emiatt ezt a poént eltávolították a CD-s változatból. A Monkey Island 2-ben ismét említik ezt a poént, mikor Guybrush felhívhatja a LucasArts segélyvonalat és megkérdezi, "Who thought up that dumb stump joke?" (Ki találta ki azt a hülye tuskós poént?), majd az ideges telefonkezelő válaszol, "I'm tired of hearing about that damn stump. Do you have any idea how many calls I get a DAY about that?" (Belefáradtam abba a hülye tuskóba. Van fogalma, hány hívást kapok miatta naponta?). A CMI-ben Guybrush bedughatja a fejét egy nyílásba, ami ugyanahhoz a fatuskóhoz vezet, ugyanazzal az EGA grafikával. Viszont hamar vissza kell térnie, mert állítása szerint vadállatok üldözik. Ez a tuskós poén Tim Schafer, Psychonauts című játékában is visszatér, melyben ha egy üreges tuskót megvizsgálunk, hasonló választ kapunk.
- Az eredeti változat kezelőfelülete 12 cselekvést tartalmaz, melyek közül a játékos választhat, hogy melyiket hajtsa végre Guybrush. Vannak köztük ritkán használtak, mint például a "Turn on" (felkapcsolás) és "Turn off" (lekapcsolás), melyeket a CD-s változatból eltávolítottak, így a kezelőfelület csak 9 cselekvést tartalmaz.
- Egy "Easter egg" engedi, hogy a főhős meghaljon az első fejezetben. Guybrush állítja, hogy vissza tudja tartani a lélegzetét tíz percig. A játék egy bizonyos pontján, mikor Guybrush csapdába esik a víz alatt, ha a játékos vár tíz percet, a főhős megfullad és a játék véget ér. Ez az egyetlen módja hogy Guybrush meghaljon. A The Curse of Monkey Island-ben ha sokszor (25) mondjuk Guybrush-nek, hogy menjen be a vízbe, végül fogja magát és belemegy. Ekkor láthatjuk a SMI-beli fuldokló Guybrush-t, és a főhős meg is jegyzi, "That guy probably couldn't hold his breath for very long" (Ez a srác valószínűleg nem tudta túl sokáig visszatartani a lélegzetét)
- A játék során Guybrush le tud esni egy magas hegy tetejéről, miután egy párbeszédablak felkínál három lehetőséget, név szerint "Reload" (Visszatölt), "Restart" (Újrakezd) vagy "Quit" (Kilép) (ez az ablak nagyon hasonlít a korabeli Sierra kalandjátékokéhoz). Másodpercekkel később visszapattan és biztonságosan földetér a hegytetőn, majd tesz egy tömör kijelentést, "Rubber Tree" (Gumifa). A játék ezután megy tovább.
- Mióta a játék megjelent Sega CD-re ez az első Monkey Island játék, amely megjelent konzolra (A második az Escape from Monkey Island).
- Miután Guybrush-t kilőtték az ágyúból a cirkuszi sátorban, és magához tér, azt kérdezi: "I'm Bobbin, are you my mother?" (Bobbin vagyok, te vagy az anyukám?) az egyik párbeszéd-lehetőség, ami szintén utalás egy másik LucasArts kalandjátékra, a LOOM-ra.

### Monkey Island: Az előadás
2005. május 21-én és 29-én a The Secret of Monkey Island színpadi változatát adták elő a Hammond Középiskolában (Columbia, Maryland). Az előadás hiteles átirata volt az eredeti játéknak Chris Heady-től aki az iskola egyik tanulója és a Monkey Island sorozat nagy rajongója. Heady sokat dolgozott rajta, hogy megkaphassa az előadás jogát a LucasArts-tól 2004 őszén. Köszönhetően az internetnek és az olyan oldalaknak, mint például a Google videos vagy a YouTube az előadás népszerűsége az egekbe szökött.
2006 júliusában a GameSpot által Ron Gilbert-tel (a Monkey Island készítője) készített interjúban, Ron megemlítette az előadást az interjú első perceiben. Az előadást az angol PLAY magazin és a The Baltimore Sun is említette.

## Külső hivatkozások
- A játék online képregényváltozata (rajongók munkája)
- További információk az előadásról
- Monkey Island video recording at Recorded
- A játék magyar nyelvű végigjátszása Archiválva 2017. december 1-i dátummal a Wayback Machine-ben
- A játék magyarítása